# La Peña de Estebanvela
El abrigo de La Peña de Estebanvela fue el primer yacimiento del Paleolítico Superior encontrado en la provincia de Segovia y el único conocido hasta la fecha (2014). Se encuentra al sureste de Estebanvela, municipio de Ayllón (Segovia, España), a 1080 m de altitud.
Fue descubierto en 1992 con motivo del levantamiento de la carta arqueológica de la zona llevada a cabo por la Junta de Castilla y León. Los trabajos de excavación sistemáticos y periódicos y los posteriores estudios científicos no comenzaron hasta 1999, siendo llevados a cabo por varios museos y universidades españolas, con fondos públicos.

## Situación y descripción
Está situado en el borde sur de la cuenca del Duero en contacto con el sistema Central, abriéndose en los paraconglomerados miocénicos (Terciario) de esta cuenca; su base son pizarras discordantes alteradas del Silúrico (Paleozoico). Es un abrigo rocoso que se continúa con una pequeña cueva y que se encuentra colmatado de depósitos con abundante contenido arqueológico del Magdaleniense Superior-Final. Hasta ahora se han identificados seis niveles sedimentarios con distinto significado que cubren varios periodos magdalenienses.
La Peña ha sido un abrigo ocupado ininterrumpidamente desde el 12000 a. C. hasta el 9000 a. C., lo que aporta una secuencia estratigráfica desde el Paleolítico Superior al Epipaleolítico.[cita requerida] Se han encontrado puntas de proyectil para la caza, útiles para curtir pieles, trabajar astas y huesos, instrumentos óseos para la confección de ropas, así como objetos de adorno personal, como conchas de moluscos o dientes de ciervo. A estos objetos hay que añadir su arte mueble —40 plaquetas decoradas con motivos geométricos y con figuras animales, sobre todo ciervos— y dos hogares calefactores de un metro de diámetro rodeados por piedras y con cuarcitas en el interior a modo de «acumuladores térmicos» que radiaban calor una vez apagado el fuego.

## Industria lítica y ósea
La industria lítica casi siempre está tallada en sílex de muy buena calidad, de varios colores, desde el blanco y gris al marrón y negro. Otras materias primas utilizadas son la cuarcita, cristal de roca y cuarzo. Casi la mitad de los objetos retocados son raspadores, pero también hay buriles, hojitas de varios tipos, perforadores, raederas, puntas y otros objetos.
En cuanto a la industria ósea, han aparecido punzones, azagayas, espátulas y agujas, algunas de ellas muy interesantes. No son numerosas pero sí variadas, creadas para diversos usos.

## Arte mueble
Se han encontrado varias conchas de moluscos utilizadas como adorno, entre las que destaca una de una pequeña caracola (Nassarius reticulatus) con un agujero hecho de dentro a fuera usado como colgante. También se han encontrado dientes de ciervo (Cervus elaphus) perforados y alguna pieza más de tipo colgante.
El arte mueble es mayoritariamente geométrico y estaría incluido en la cultura Aziliense. Algunas piezas están decoradas con caballos. Estas decoraciones se hacen sobre cantos aplanados y alargados, casi siempre en esquisto, y también sobre plaquetas y placas. En una de estas placas aparecen dos prótomos de caballos contrapuestos.

## Fauna

### Moluscos
Se han encontrado 11 taxones diferentes, de los que 5 son gasterópodos continentales (caracoles) —Theodoxus fluviatilis, Melanopsis sp., Helicella unifasciata, Jaminia quadridens y otra especie indeterminada—, 5 son gasterópodos marinos —Littorina obtusata, Trivia arctica, Columbella rustica, Nassarius reticulatus y Cyclope neritea— y uno es un fragmento de bivalvo marino —Pecten maximus—. Los cinco gasterópodos marinos aparecen en el conjunto ornamental, todos ellos aparecen perforados. Como estos, el bivalvo fue traído intencionalmente desde la costa, lo que apunta a un intercambio con otras poblaciones humanas costeras, probablemente cantábricas. Todos los gasterópodos continentales encontrados en el abrigo habitaban en él de forma natural excepto uno, el del género Melanopsis, que es acuático y que pudo llegar aquí junto con vegetales o rocas del río. 

### Aves
Varias especies de aves han sido identificadas en distintos niveles del abrigo: águila real (Aquila chrysaetos), perdiz roja (Alectoris rufa), perdiz pardilla (Perdix perdix), codorniz (Coturnix coturnix), golondrina común (Hirundo rustica), bisbita campestre (Anthus campestris), escribano cerillo (Emberiza citrinella), gorrión chillón (Petronia petronia), varias especies del género Turdus (mirlos y zorzales) y grajilla (Corvus monedula). Todas ellas parece que entraron en la cavidad motu proprio, sin que haya evidencias de que hayan sido consumidas o utilizadas por los humanos.

### Mamíferos
Entre los macromamíferos encontrados, la cabra (Capra pyrenaica) es la especie más abundante en todos los niveles. También se han encontrado restos de ciervo (Cervus elaphus), corzo (Capreolus capreolus), rebeco (Rupicapra rupicapra), jabalí (Sus scrofa), caballos (Equus hydruntinus y Equus caballus), lince (Lynx pardina), gato salvaje (Felis silvestris), zorro (Vulpes vulpes) y lobo (Canis lupus). Los estudios muestran que todos los taxones fueron utilizados por el hombre, bien sea como parte de la dieta o para fabricación de herramientas y otros útiles, incluso los carnívoros, como zorro, lobo o lince.
Los micromamíferos —roedores, lagomorfos, insectívoros y murciélagos— son también abundantes y han sido introducidos en la cueva bien por el hombre —caso de los conejos— o bien por aves rapaces nocturnas a través de sus egagrópilas. Roedores: Eliomys quercinus, Arvicola sapidus, Microtus arvalis o Microtus agrestis, Microtus grupo oeconomus-malei, Chionomys nivalis, Microtus duodecimcostatus y Apodemus sylvaticus. Insectívoros Crocidura russula, Talpa sp. y Erinaceus europaeus. Lagomorfos Oryctolagus cuniculus. Murciélagos Rhinolophus ferrumequinum y Myotis myotis.
Los cambios en la composición de los micromamíferos en la secuencia de niveles del yacimiento, desde los niveles inferiores a los superiores o más recientes, especialmente el I, sugieren un cambio del clima hacia unas condiciones más benignas, de carácter más templado y con un mayor
desarrollo de la vegetación.